# Sebastian Gishamer
Sebastian Gishamer (13 ottobre 1988) è un arbitro di calcio austriaco.

## Carriera

### Assistente
In qualità di assistente arbitrale esordisce nel 2010 in Fußball-Bundesliga. Nel 2010 assiste Bernhard Brugger nell'incontro di Super League svizzera tra San Gallo e Basilea.

### Arbitro
Come arbitro principale esordisce nel 2013 in Fußball-Bundesliga. Nel 2019 viene promosso ad arbitro internazionale dalla UEFA.